# اوه! (آلبوم گرلز جنریشن)
«اوه!» دومین آلبوم کره‌ای از گرلز جنریشن است که در ژانویهٔ سال ۲۰۱۰ میلادی منتشر شد. این آلبوم شامل تک آهنگ «اوه!» است. نسخهٔ بازپخش این آلبوم با عنوان «فرار کن شیطان، فرار کن» وتک‌آهنگی به همین نام، در مارس ۲۰۱۰ منتشر شد.
این آلبوم توسط فهرست آلبوم گائون به عنوان دومین آلبوم پرفروش سال ۲۰۱۰ در کره جنوبی، با فروش ۱۹۷٫۹۳۴ نسخه، معرفی شد و نسخهٔ بازپخش آن نیز رتبه چهارم را، با فروش ۱۳۶٫۸۵۱ نسخه، ازآن خود کرد. مجموع فروش این دو نسخه، «اوه!» را به پرفروش‌ترین آلبوم سال تبدیل کرد.

## لیست آهنگ
| شماره      | نام                                                       | سراینده                     | آهنگساز | مدت   |
| ---------- | --------------------------------------------------------- | --------------------------- | --- | ----- |
| ۱.         | «اوه!»                                                    | کیم یونگ هو، کیم جئونگ بائه | کنزی | ۳:۰۸  |
| ۲.         | «نمایش! نمایش! نمایش!»                                    | کیم بومین                   | هیتچ‌هیکر | ۳:۳۸  |
| ۳.         | «عزیز شیرین زبون» (뻔 & Fun)                              | آهنگ جائه وون               | Double J Show | ۳:۳۰  |
| ۴.         | «واسه همیشه» (영원히 너와 꿈꾸고 싶다)                    | کیم جین هوان                | کیم جین هوان | ۴:۲۹  |
| ۵.         | «خوشحال باش» (웃자)                                       | ای-ترایب                    | ای-ترایب، J-STAR، گونگ هیونگ شیک                                                                                        | ۳:۳۰  |
| ۶.         | «پسرا و دخترا (با همراهی کی عضو شاینی)» (화성인 바이러스) | هوانگ چان هی، جو یون هی     | هوانگ چان هی، پارک جونهو                                                                                                | ۳:۴۵  |
| ۷.         | «باهام حرف بزن» (카라멜 커피)                             | ماکان تیلور، کیم هیون       | ماکان تیلور | ۳:۲۶  |
| ۸.         | «ستاره ستاره ستاره» (별별별)                              | ای-ترایب                    | ای-ترایب، گو میونگ جه                                                                                                   | ۴:۲۹  |
| ۹.         | «با تو میمونم» (무조건 해피엔딩)                          | لی جه میونگ                 | لی جه میونگ | ۲:۴۶  |
| ۱۰.        | «روز به رو» (좋은 일만 생각하기)                          | یو یانگ سوک                 | یو یانگ سوک، میهو | ۳:۵۰  |
| ۱۱.        | «وای» (آهنگ اضافه)                                        | ای-ترایب                    | ای-ترایب | ۳:۲۰  |
| ۱۲.        | «آرزوتو بهم بگو» (آهنگ اضافه)                             | یو یانگ-جین                 | نرمین هارامباسیچ، رابین جنسسن، رونی سودنسن، آن جودیت ویک، فریدولین نوردو شوجولان، یو یانگ-جین (ملودی اضافی)، یو هان جین | ۳:۴۹  |
| مجموع مدت: | مجموع مدت:                                                | مجموع مدت:                  | مجموع مدت: | ۴۳:۴۰ |

| لیست آهنگ بازپخش فرار کن شیطان، فرار کن | لیست آهنگ بازپخش فرار کن شیطان، فرار کن         | لیست آهنگ بازپخش فرار کن شیطان، فرار کن | لیست آهنگ بازپخش فرار کن شیطان، فرار کن                                                                                 | لیست آهنگ بازپخش فرار کن شیطان، فرار کن |
| شماره                                   | نام                                             | سراینده                                 | آهنگساز | مدت                                     |
| --------------------------------------- | ----------------------------------------------- | --------------------------------------- | --- | --------------------------------------- |
| ۱.                                      | «فرار کن شیطان، فرار کن»                        | هونگ جییو                               | بوسبی، الکس جیمز، کاله آنگستروم                                                                                         | ۳:۲۱                                    |
| ۲.                                      | «اوه!»                                          | کیم یونگ هو، کیم جئونگ بائه             | کنزی | ۳:۰۸                                    |
| ۳.                                      | «پژواک»                                         | تائه هون                                | ترولسن، توماس/سیگواردت، میکل رمه/ لوکاس سکون                                                                            | ۳:۳۰                                    |
| ۴.                                      | «ستاره ستاره ستاره (نسخه R&B آکوستیک)» (별별별) | ای-ترایب                                | ای-ترایب، گو میونگ جائه                                                                                                 | ۴:۲۸                                    |
| ۵.                                      | «نمایش! نمایش! نمایش!»                          | کیم بومین                               | هیتچ‌هایکر | ۳:۳۸                                    |
| ۶.                                      | «عزیز شیرین زبون» (뻔 & Fun)                    | آهنگ جاوون                              | Double J Show | ۳:۳۰                                    |
| ۷.                                      | «واسه همیشه» (영원히 너와 꿈꾸고 싶다)          | کیم جینوان                              | کیم جینوان | ۴:۲۹                                    |
| ۸.                                      | «خوشحال باش» (웃자)                             | ای-ترایب                                | ای-ترایب، J-STA، گونگ هیون شیک                                                                                          | ۳:۳۰                                    |
| ۹.                                      | «پسرا و دخترا» (화성인 바이러스)                | هوانگ چان هی، جو یون هی                 | هوانگ چانه، پارک ژوئن                                                                                                   | ۳:۴۵                                    |
| ۱۰.                                     | «باهام حرف بزن» (카라멜 커피)                   | کیم هه وون                              | ماکان تیلور، جو یونگهون                                                                                                 | ۳:۲۶                                    |
| ۱۱.                                     | «ستاره ستاره ستاره» (별별별)                    | ای-ترایب                                | ای-ترایب، گو میونگ جائه                                                                                                 | ۴:۲۹                                    |
| ۱۲.                                     | «با تو میمونم» (무조건 해피엔딩)                | لی جائه میونگ                           | لی جه میونگ | ۲:۴۶                                    |
| ۱۳.                                     | «روز به روز» (좋은 일만 생각하기)               | یو یانگ سوک                             | یو یانگ سوک، میهو | ۳:۵۰                                    |
| ۱۴.                                     | «وای» (آهنگ اضافی)                              | ای-ترایب                                | ای-ترایب | ۳:۲۰                                    |
| ۱۵.                                     | «آرزوتو بهم بگو» (آهنگ اضافی)                   | یو یانگ جین                             | نرمین هارامباسیچ، رابین جنسسن، رونی سودنسن، آن جودیت ویک، فریدولین نوردو شوجولان، یو یانگ-جین (ملودی اضافی)، یو هان جین | ۳:۴۹                                    |
| مجموع مدت:                              | مجموع مدت:                                      | مجموع مدت:                              | مجموع مدت: | ۵۵:۴۰                                   |

## جدول‌ها
| جدول (۲۰۱۰)                                           | بالاترین جایگاه |
| ----------------------------------------------------- | --------------- |
| آلبوم ژاپنی (اوریکون)                                 | ۵۴              |
| آلبوم کره جنوبی (گائون)                               | ۱               |
| آلبوم کره جنوبی (گائون) بازپخش فرار کن شیطان، فرار کن | ۱               |
| تایوان (جی-میوزیک)                                    | ۲               |

| آلبوم (۲۰۱۰)                                      | جایگاه |
| ------------------------------------------------- | ------ |
| آلبوم کره‌ای (گائون)                               | ۲      |
| آلبوم کره‌ای (گائون) بازپخش فرار کن شیطان، فرار کن | ۴      |

| آلبوم (۲۰۱۱)                                      | جایگاه |
| ------------------------------------------------- | ------ |
| آلبوم کره‌ای (گائون)                               | ۷۶     |
| آلبوم کره‌ای (گائون) بازپخش فرار کن شیطان، فرار کن | ۴۴     |

### فروش
| کشور      | فروش    |
| --------- | ------- |
| کره جنوبی | ۴۱۸٬۱۶۲ |
| ژاپن      | ۳۶٬۰۶۹  |